# Eugenio Ventoldrá
Eugenio Ventoldrá Niubó (Mollerussa Pla d’Urgell ( Lérida), 15 de noviembre de 1894-Barcelona, 7 de marzo de 1987)  fue un torero español activo en la primera mitad del siglo XX. 

## Biografía
Nacido en San Martín de Provensals, actualmente barrio de la misma Barcelona, a los diez años, según sus propias notas biográficas, salió con su familia de Barcelona sin saber una palabra de castellano, para establecerse en Albacete donde comenzó los estudios de bachillerato en 1906, pero antes de acabar el curso la familia hubo de trasladarse a Gijón. Posteriormente residió apenas unos meses en La Coruña y en noviembre de 1909 llegaron a Aranjuez. Un año después su padre lo envió a Madrid a estudiar idiomas, matemáticas y dibujo técnico, y allí, sin haber visto una corrida y por lo que había oído hablar a un compañero, decidió ser matador de toros, estrenándose el 5 de mayo de 1911 con un becerro que le dio un revolcón.
Se vistió de luces por primera vez en una becerrada en Canencia de la Sierra el 9 de octubre de 1911, pero en 1913, sin haber logrado más que banderillear en dos corridas en Aranjuez volvió a los estudios, iniciándose en teneduría de libros. Pero en marzo de 1914 logró debutar como matador en una novillada sin picadores en Aranjuez, alternando con Marcial Lalanda, y cortó su primera oreja. Aquella faena no tuvo continuidad y hasta su presentación en otra novillada sin picadores en Madrid en enero de 1917 solo pudo participar en dos o tres festejos más. En junio de ese año hizo su presentación en una novillada con picadores en la plaza de Tetuán de las Victorias de Madrid, en una novillada «que, por grande, no quisieron torear los de cartel en aquella plaza». El 15 de julio hizo su presentación en Barcelona, cortando cuatro orejas y un rabo y terminó el año habiendo toreado en dieciocho novilladas.
El 5 de agosto de 1923, cuando iba a tomar la alternativa en la Plaza de toros Monumental de Barcelona de manos de Julián Saiz, Saleri, sufrió una grave cornada en un quite al primer toro, que no llegó a matar, por lo que la ceremonia de cesión de trastos hubo de aplazarse al 4 de octubre también en Barcelona, actuando de padrino en esta ocasión Antonio Márquez.  Consiguió una fama notable por sus  estocadas. Actuó hasta la década de 1940.